# Rivière de la Tête Blanche
Pour les articles homonymes, voir Tête blanche.
La rivière de la Tête Blanche est un affluent de la rivière Shipshaw, coulant sur la rive Nord-Ouest du fleuve Saint-Laurent, dans le territoire non organisé du Mont-Valin, dans la municipalité régionale de comté de Le Fjord-du-Saguenay, dans la région administrative de Saguenay-Lac-Saint-Jean, dans la Province de Québec, au Canada.
Cette rivière coule entièrement dans la zec Onatchiway. Le bassin versant de la rivière de la Tête Blanche est desservie par des routes forestières pour les besoins de la foresterie et des activités récréotouristiques,,.
La foresterie constitue la principale activité économique du secteur ; les activités récréotouristiques, en second.
La surface de la rivière de la Tête Blanche est habituellement gelée de la fin novembre au début avril, toutefois la circulation sécuritaire sur la glace se fait généralement de la mi-décembre à la fin mars.

## Géographie
Les principaux bassins versants voisins de la rivière de la Tête Blanche sont :
- Côté Nord : Ruisseau des Mariés, ruisseau en l'Air, rivière au Poivre, lac au Poivre, lac Rouvray, rivière du Portage ;
- Côté Est : Lac Mill, rivière aux Castors, rivière François-Paradis, rivière aux Sables, rivière Poulin, lac Laflamme ;
- Côté Sud : Rivière Nisipi, rivière Saint-Louis, rivière Wapishish, lac Moncouche, rivière Sainte-Marguerite ;
- Côté Ouest : Lac Onatchiway, rivière Shipshaw, rivière Péribonka[2].

La rivière de la Tête Blanche prend sa source à l’embouchure du lac Neukateu lequel est situé sur le versant Ouest de la ligne de partage des eaux avec le versant de la rivière des Chutes (via la rivière François-Paradis et le versant de la rivière aux Sables (via la rivière aux Castors.
Cette source est située dans le territoire non organisé de Mont-Valin à 33,2 km au Sud-Est du barrage à l’embouchure (côté Sud) du lac Pamouscachiou, à 5,3 km à l’Est du lac au Poivre, à 20,0 km au Nord-Est du lac Onatchiway (lequel est traversé par la rivière Shipshaw), à 15,3 km au Sud-Ouest d’une courbe du cours de la rivière aux Sables et à 77,9 km au Nord de l’embouchure de la rivière Shipshaw,.
À partir du lac de tête, la rivière de la Tête Blanche coule sur 36,8 km, entièrement en zone forestière, selon les segments suivants :
Cours supérieur de la rivière de la Tête Blanche (segment de 10,7 km)
- 1,8 km vers le Sud-Est notamment en traversant sur 1,1 km le lac du Portage (altitude : 593 m) sur sa pleine longueur, lequel reçoit du côté Est la décharge du Lac de la Débâcle, jusqu’à une décharge (venant du Sud-Est) de six petits lacs non identifiés ;
- 4,0 km vers le Sud-Ouest notamment en traversant le lac Bédard, puis en traversant sur 1,7 km le lac Culotte (longueur : 5,9 km ; altitude : 593 m) jusqu’à son embouchure ;
- 2,4 km vers le Sud avec un important dénivelé, jusqu’au ruisseau Savard (venant de l’Est) ;
- 2,5 km vers le Sud-Ouest jusqu’à la confluence de la rivière Beauséjour ;

Cours inférieur de la rivière de la Tête Blanche (segment de 26,1 km)
- 3,2 km vers le Sud-Ouest dans une petite vallée en traversant le Lac du Draveur, puis sur 1,4 km le Troisième lac Jeannot (altitude : 471 m), jusqu’à son embouchure ;
- 5,7 km vers le Sud-Ouest dans une petite vallée en traversant sur 1,4 km le Deuxième lac Jeannot (altitude : 471 m), jusqu’à son embouchure ;
- 4,0 km vers le Sud-Ouest, puis le Sud, dans une petite vallée notamment en traversant sur 1,3 km le premier lac Jeannot (altitude : 413 m), jusqu’à la confluence de la rivière à la Hache (venant du Nord-Est) ;
- 4,9 km vers le Sud-Ouest en serpentant et en recueillant la décharge (venant du Nord) du Lac Éric et du Lac de la Savane, jusqu’au ruisseau Rough (venant de l’Est) ;
- 5,4 km vers le Sud-Ouest en recueillant le ruisseau du Torrent (venant du Sud-Ouest), jusqu’à la confluence de la Petite rivière de la Tête Blanche ;
- 2,9 km vers le Sud-Ouest au pied de montagnes, jusqu’à l’embouchure de la rivière[2].

La rivière de la Tête Blanche se déverse sur la rive Est de la rivière Shipshaw. La montagne de la Tour s'élève à 482 m à 2,7 km au Nord de l'embouchure de la rivière de la Tête Blanche. L'embouchure de la rivière de la Tête Blanche est située à :
- 6,2 km au Sud-Est du lac Onatchiway ;
- 55,2 km au Sud-Est de l’embouchure de la rivière Shipshaw ;
- 44,6 km au Sud du barrage à l’embouchure du lac Pamouscachiou ;
- 11,3 km au Nord de l'embouchure du lac La Mothe lequel est traversé par la rivière Shipshaw ;
- 56,8 km au Nord du centre-ville de Saguenay[2],[6]

## Toponymie
Jadis ce cours d'eau était désigné "Rivière Grosse Tête Blanche".
En 1897, l'arpenteur William Tremblay désigne ce plan d'eau "rivière de la Tête Blanche", en fait une description et précise que cette rivière est bordée de chaque côté par des montagnes de près de 200 m de hauteur. La vallée, qui s'étale sur environ 1,5 km en largeur, était alors couverte d'épinettes noires, sauf dans la partie amont. Dans ce secteur, les montagnes étaient alors dénudées à la suite d'incendies de forêt. Cette description suggère quelques hypothèses pour expliquer le toponyme. Comme les travaux d'arpentage s'effectuaient généralement en hiver, on peut penser que la blancheur de cette zone enneigée, à la tête de la rivière, lui a valu ce nom de "Rivière de la Tête Blanche". Par ailleurs, le milieu très montagneux donne au cours d'eau un profil de torrent dont le tracé comprend des rapides et deux chutes, l'une de 10 m dans sa partie aval, et l'autre, de plus de 15 m, près de ses sources. Ainsi, le nom de la rivière pourrait avoir été inspiré par la blancheur des chutes, par l'eau des rapides, ou par la tête d'un sommet dénudé. La région environnante, riche en animaux à fourrure et en poissons, fait partie de la zec Onatchiway.
Le toponyme de « rivière de la Tête Blanche » a été officialisé le 5 décembre 1968 à la Banque des noms de lieux de la Commission de toponymie du Québec.